# يوفال نعيم
يوفال نعيم (بالعبرية: יובל נעים‏) (22 نوفمبر 1967 برمات غان في إسرائيل - ) هو لاعب كرة قدم إسرائيلي في مركز الدفاع. لعب مع نادي بني يهودا تل أبيب وHapoel Ramat Gan Givatayim F.C. ‏ وHapoel Tzafririm Holon F.C. ‏ وهبوعيل عسقلان ‏ وMaccabi Ramat Amidar F.C. ‏ وHakoah Amidar Ramat Gan F.C. ‏.

## وصلات خارجية
- يوفال نعيم على موقع قاعدة بيانات كرة القدم.إي يو (الإنجليزية)